# دورانت بروكس
دورانت بروكس (بالإنجليزية: Durant Brooks)‏ هو لاعب كرة قدم أمريكية أمريكي، ولد في 15 أبريل 1985.

## وصلات خارجية
- دورانت بروكس على موقع مرجع كرة القدم المحترفة.كوم (الإنجليزية)